# 天津市滨海新区坤晟足球俱乐部
天津市滨海新区坤晟足球俱乐部是一家位于天津的足球俱乐部，2014年7月15日于天津市滨海新区成立，是天津市足球超级联赛夺冠次数最多的球队。

## 队名
2014年7月15日，天津西联坤晟松足球俱乐部
2015年8月11日，天津市滨海新区坤晟松足球俱乐部
2017年2月28日，天津市滨海新区坤晟足球俱乐部

## 荣誉
- 天津足协杯冠军：2016、2017、2018[1]
- 天津市足球超级联赛冠军：2016、2018、2019
- 天津市足球甲级联赛冠军：2017